# Kyasuchus
Kyasuchus is een geslacht van uitgestorven krokodilachtigen. Het was een vrij primitieve soort die nog wat kenmerken van een hagedis had. Kyasuchus behoorde binnen de Protosuchia tot de familie der Shartegosuchidae en was verwant aan Nominosuchus en Shartegosuchus. Hij had nog de lange poten van zijn voorouders zoals de Protosuchus. Met deze poten kon Kyasuchus hard en lang rennen voor een krokodilachtige. Ook de staart was nog wat kort in vergelijking met zijn hedendaagse verwanten. De schedel leek echter meer op die van een krokodilachtige. Kyasuchus was een vrij jonge soort voor de Protosuchia. Hij leefde in het Vroeg- tot Midden-Krijt in Rusland samen met de andere protosuchiër Tagarosuchus, de Cynodont Xenocretosuchus, enkele soorten dinosauriërs, hagedissen, de schildpad Kirgizemys, het zoogdiertje Gobiconodon en verschillende soorten vissen. Kyasuchus werd ongeveer één meter lang en at ongeveer alles dat van vlees was en kleiner dan hij dat hij te pakken kon krijgen.